# Erin Wasson
Erin Wasson ( Irving, Texas, 20 de Janeiro de 1982) é uma modelo, estilista e designer norte-americana.

## Carreira
Erin Wasson ilustrou as capas de várias revistas de moda, incluindo as edições francesa, alemã, espanhola e australiana da Vogue, da Flair, Numero (revista)|Numero, Allure, Esquire e Elle, e desfilou para estilistas conceituados, como Armani, Balenciaga, Cavalli, Gucci e Karl Lagerfeld. Esteve presente no Victoria's Secret Fashion Show em 2007. No decurso da sua carreira, teve oportunidade em trabalhar para fotógrafos de renome como  Steven Meisel, Mario Testino, Peter Lindbergh, Patrick Demarchelier e Ellen Von Unwerth. Fez campanhas publicitárias para marcas como Michael Kors, Rolex, Tiffany, J.Crew, Levi's, H&M, e Gap.  Desde 2002, Wasson tem sido a cara para os anúncios da empresa de cosmética Maybelline, aparecendo na publicidade editorial e comerciais para a televisão.
No Outono de 2008, Wasson apareceu com Justin Timberlake numa campanha multimédia para a marca de roupa William Rast. Esta campanha incluiu uma série de pequenos filmes dirigidos por Jonas Akerlund.
Erin Wasson foi colocada na 19ª posição na lista das 20 modelos-ícones, publicada pelo site norte-americano Models.com.
Como designer, Wasson apresentou na Primavera de 2008 a sua linha de joalheria, de nome LowLuv. Na Primavera de 2009, Wasson lançou a sua coleção de roupa para o público feminino - Erin Wasson x RVCA - em colaboração com a marca de artigos de surf e skate RVCA. Esta linha está disponível em lojas da especialidade a nível internacional.

## Vida pessoal
Wasson gosta de passar férias no Maui e possuiu uma casa na Califórnia, onde pode fazer  surf, praticar desporto e passear com os seus cães.